# Jagdstaffel 36

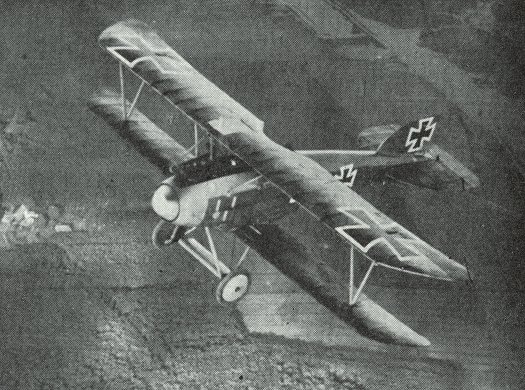
Albatros D.III – samolot używany w Jasta 36 w 1917 roku

Jagdstaffel 36 – Königlich Preußische Jagdstaffel Nr. 36 – Jasta 36 – jednostka lotnictwa niemieckiego Luftstreitkräfte z okresu I wojny światowej.

## Informacje ogólne
Jednostka została utworzona formalnie 11 stycznia 1917 we Fliegerersatz Abteilung Nr. 13 we Wrocławiu. Prawdziwa jej organizacja rozpoczęła się dopiero o 20 lutego, gdy do Wrocławia przybył z Jasta 2 ppor. Albert Dossenbach. 1 marca 1917 roku eskadra została przydzielona pod dowództwo 1 Armii i ulokowana na lotnisku w Le Chatelet. Eskadra została wyposażona w samoloty Albatros D.III. Pierwsze zwycięstwo eskadry odniósł 5 kwietnia jej ówczesny dowódca Albert Dossenbach. Dossenbach został ranny 2 maja i zastąpiony przez przybyłego z Jasta 18 podporucznika Waltera von Bulow-Bothkamp.
19 czerwca eskadra została przeniesiona pod dowództwo 4 Armii i stacjonowała m.in. na lotniskach lly, Markebeke, Kuerne, Houplin.
14 lutego 1918 roku eskadra została włączona do nowo utworzonego dywizjonu Jagdgeschwader 3 dowodzonego przez Bruno Loerzera.
Odniosła 120 potwierdzonych zwycięstw powietrznych, w tym 11 balonów obserwacyjnych. Straty jednostki wynosiły 12 zabitych w walce, 11 rannych, 2 w niewoli.
Przez jej skład przeszły następujące asy myśliwskie: Heinrich Bongartz (33), Theodor Quandt (15), Walter von Bülow-Bothkamp (14), Hans Gottfried von Häbler (8), Hans Hoyer (8), Harry von Bülow-Bothkamp (6), Alfred Hübner (6), Kurt Jacob (6), Albert Dossenbach (5), Hans Böhning (4), Richard Plange.

## Dowódcy eskadry
| Stopień      | Nazwisko                  | Okres                   |
| ------------ | ------------------------- | ----------------------- |
| Porucznik    | Albert Dossenbach         | 22.02.1917 – 02.05.1917 |
| Podporucznik | Walter von Bülow-Bothkamp | 02.05.1917 – 13.12.1917 |
| Podporucznik | Heinrich Bongartz         | 12.12.1917 – 29.04.1918 |
| Podporucznik | Richard Plange            | 29.04.1918 – 19.05.1918 |
| Podporucznik | Harry von Bülow-Bothkamp  | 19.05.1918 – 14.08.1918 |
| Porucznik    | Theodor Quandt            | 15.08.1918 – 11.11.1918 |